# 三溴乙烯
三溴乙烯是一种溴代烯烃，化学式C
2HBr
3，可由1,1,2,2-四溴乙烷通过消去反应生成。